# Parc Sokolniki
Le Parc de Culture et de Détente Sokolniki (en russe : Парк Сокольники, littéralement « Parc des Fauconniers ») est l'un des parcs les plus grands de Moscou. Il fut créé par le tsar Alexis Ier Mikhaïlovitch, père de Pierre le Grand. Il tient son nom d'une pratique du XVIIe siècle, qui voyait les tsars et leurs fauconniers y chasser le lièvre et le renard avec l'aide de leurs faucons.

## Design

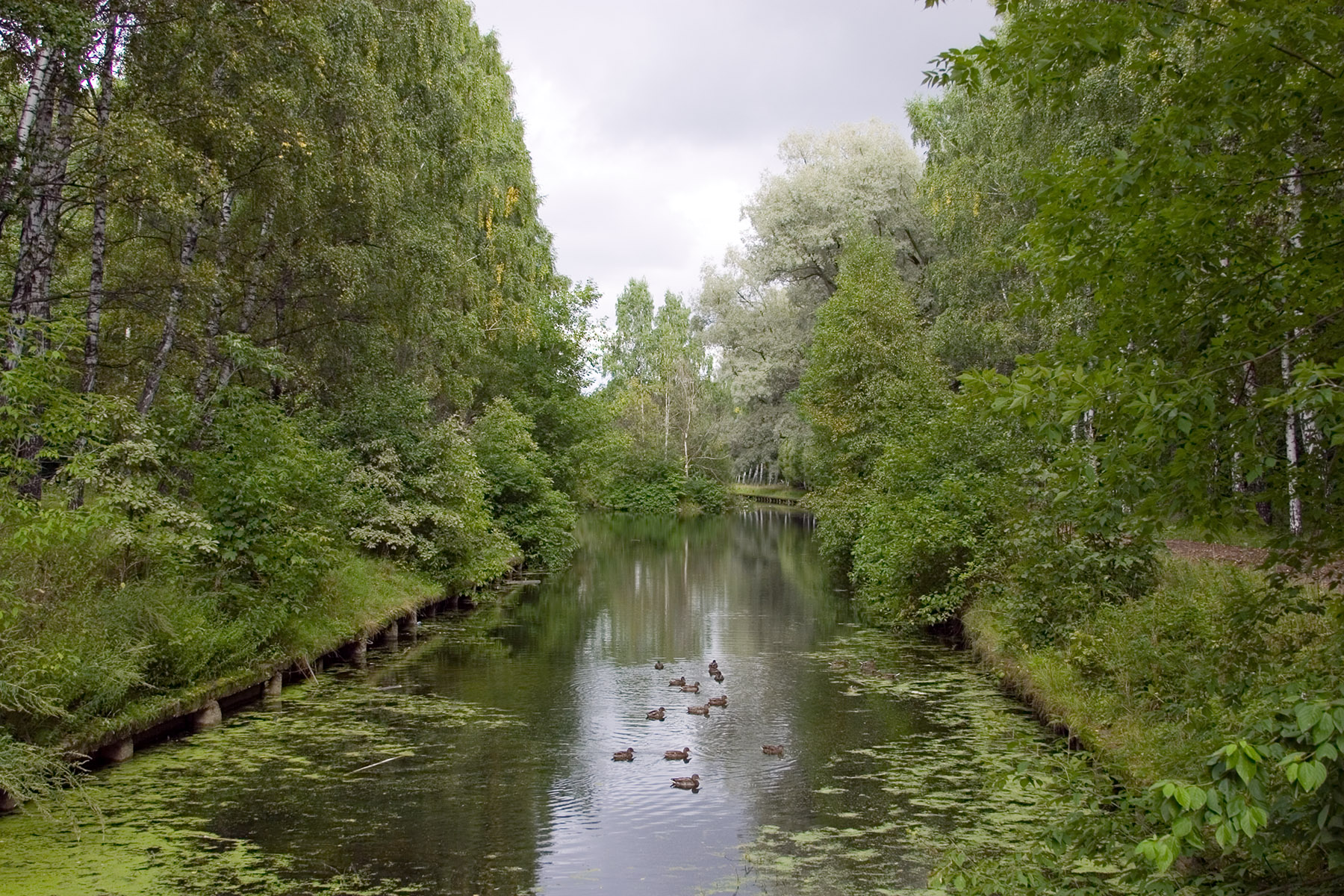

Sokolniki est un parc russe typique, muni d'une fête foraine, de deux parcours de montagnes russes et d'autres installations pour les enfants, ainsi que de nombreux kiosques de fast-food regroupés devant l'entrée principale. 
Le design du parc est particulièrement original. Le Cercle Sokolniki est un centre d'activités situé non loin de la porte principale, où l'on trouve un cinéma, un restaurant et des pistes de danse, ainsi qu'une scène de concert. Sept avenues se rejoignent en ce cercle, chacune étant longée par des arbres (bouleaux, érables, ormes…). On trouve dans le parc des petits lacs bordés de cabanons, ainsi qu'un labyrinthe. Derrière ce dernier se trouvent les fameux étangs Olyeni.

## Faune et flore
Cet espace vert ne représente pas moins de 600 hectares, c'est-à-dire plus de quatre fois la superficie de Hyde Park à Londres. Il est encerclé de forêts et de plantations.
L'été les travées centrales sont des lits de fleurs lumineuses et colorées, alors qu'en profondeur, le parc est plus sauvage, et on y trouve toute sorte d'arbres, du sapin à l'érable en passant par le bouleau ou le chêne, tous typiques de la région, mais aussi d'autres types d'arbres, tels des mélèzes, des cèdres, ou encore des noisetiers.
La faune du parc est constituée principalement de lièvres, d'écureuils et de blaireaux, ainsi que de 76 espèces d'oiseaux.

## Situation
Le parc est situé non loin du centre-ville, près de la porte Sokolnitcheskaïa. On y accède en métro par la station Sokolniki.

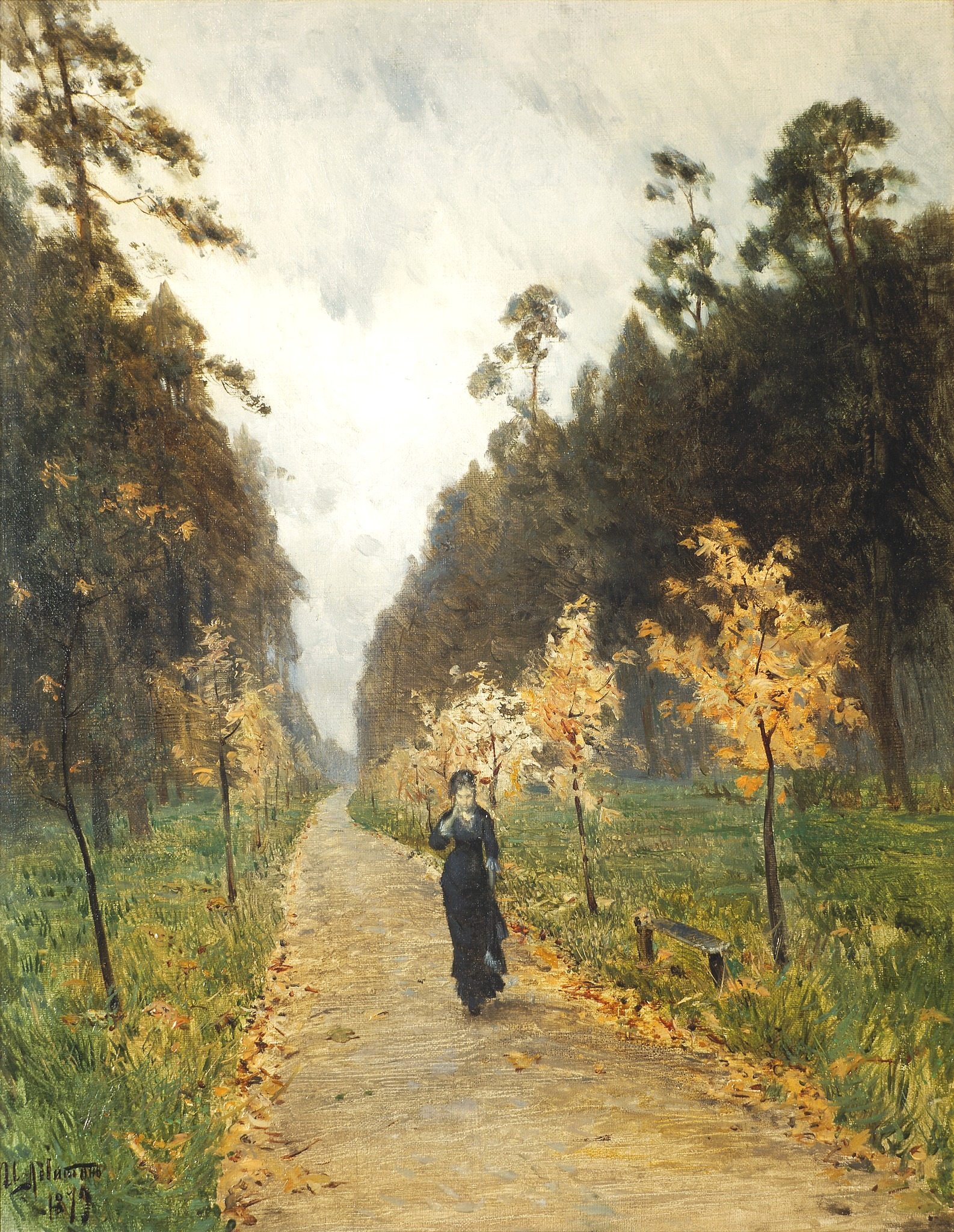
Jour d'automne. Sokolniki par Isaac Levitan.

## Musées
Le Musée contemporain de la calligraphie est situé dans le parc.